# Mebelki (film)
Mebelki (ang. Tiny Furniture) – amerykański film komediowo-obyczajowy z 2010 roku oparty na scenariuszu i reżyserii Leny Dunham. Wyprodukowany przez IFC Films.

## Opis fabuły
Po ukończeniu studiów Aura (Lena Dunham) wraca do rodzinnego domu. Ma za sobą nieudany związek i brak jej pomysłu na życie. W przeciwieństwie do swojej matki, odnoszącej sukcesy artystki, nie ma żadnych perspektyw. Młoda kobieta próbuje ustalić, co właściwie chciałaby robić.

## Obsada
- Lena Dunham jako Aura
- Laurie Simmons jako Siri
- Grace Dunham jako Nadine
- Jemima Kirke jako Charlotte
- Alex Karpovsky jako Jed
- David Call jako Keith
- Merritt Wever jako Frankie
- Amy Seimetz jako Ashlynn

i inni